# Francisco Fresno (escultor)
Francisco Fresno es un escultor, pintor y grabador español, nacido en Villaviciosa en 1954, que está muy involucrado en el desarrollo artístico de Asturias desde 1973.
Puede considerársele como un artista autodidacta, pese a lo cual es considerado por algunos autores como un artista riguroso, de gran nivel como escultor. De entre sus obras puede destacarse “Torre de la Memoria” (cuyos trabajos previos y bocetos, expuso en el Ateneo de la Calzada, Gijón, en el año 2001), la cual puede decirse es una reflexión profunda sobre el pasado y el futuro, no sólo artísticamente si no desde un punto social.
Alrededor de 1977 su estilo podía calificarse de expresionismo figurativo, utilizando en ocasiones collages con finos papeles de gasas colocados delicadamente. En 1979 se inicia una etapa en la que los desechos son sus principales materias primas, papeles arrugados, periódicos, dando lugar a obras de tonos apagados.
En un primer momento de su carrera artística realiza paisajes impresionistas, evolucionando evolucionaría hacia la figuración con algún contenido social. No para aquí su proceso evolutivo, sino que continúa hacia la abstracción, incorporando en sus obras periódicos encolados para construir composiciones coloreadas mediante tiras de papel colocadas en soportes de madera.
En 1982 comienza a dar un carácter más pictórico a sus obras, ahora recorta estrechas tiras de papel de periódicos, las entintaba y pega a la madera. Pasa de utilizar en un primer momento sólo colores primarios a evolucionar hacia una mayor complejidad. Así, comienza la realización de objetos con volumen que le llevarán más tarde a la escultura, que realiza en este primer momento arrancando de los planteamientos de collage y de color lacado bien sobre caras de prismas regulares,  o bien sobre estelas (serie Columnas) e incluso sobre biombos (serie Ziag).
El grabado lo inicia a partir de 1985 aproximadamente, siguiendo con esta técnica posteriormente. En 1990, utilizando nuevos materiales tales como la lámina de fibra prensada, esculturas. En el proceso creativo, pintaba las láminas en tonos uniformes con esmalte de laca sobre imprimación acrílica, luego las colocaba dando lugar a formas geométricas,  bien paralelamente, bien en perpendicular.
A lo largo de su carrera ha realizado muchas exposiciones tanto de carácter individual, como colectivas. Su primera exposición individual la llevó a cabo en el año 1975 en la Sala de exposiciones del antiguo Instituto Jovellanos, Gijón, siguiendo a ésta exposiciones en diversas salas de galerías de arte de Gijón (1977, 1980, 1987, 1991, 1995, 1997, 2000, 2009 y 2013), Avilés (1981) y 2000), en Madrid  (1987), Santander (1988), y sobre todo en Oviedo, donde sus exposiciones individuales han sido continuadas a lo largo de todos los años de su carrera.
Respecto a sus exposiciones colectivas, en su mayoría han sido certámenes de pintura, en los que con frecuencia ha obtenido premio. Podemos destacar su participación en: el "XIII Certamen de Pintura al Aire Libre" en 1973; el "XIV Certamen de Pintura al Aire Libre" y en VII Certamen Artístico de Primavera, Gijón , ambos en 1974; XVII Certamen Nacional Juvenil de Artes Plásticas, Oviedo 1975; VIII Certamen Nacional de Pintura de Luarca, Asturias 1977; IX Certamen Nacional de Pintura de Luarca 1978; X Certamen Nacional de Pintura de Luarca, "Pintura Asturiana Actual", Galería Altamira, Gijón y II Bienal Nacional de Arte Ciudad de Oviedo, Museo de Bellas Artes de Asturias, Oviedo, todas ellas en 1979; "Seis pintores asturianos", Galería Peña Tu, Gijón y XIX Premio Internacional de Dibujo Joan Miró, Fundación Joan Miró, Barcelona, ambas en 1980; "Panorama 81 del arte asturiano", Círculo de Bellas Artes, Madrid, Premio Internacional de Dibujo Joan Miró, Fundación Joan Miró, Barcelona y I Bienal Nacional de Arte, Pontevedra, en el año 1981. Y ha seguido realizando exposiciones colectivas en Bilbao, Madrid, Gijón, Oviedo, Cuenca, Mallorca, Navarra, diferentes localidades de Asturias y Galicia, Sevilla…e incluso ha realizado exposiciones colectivas fuera de España, destacando: "Artistas de Gijón en Niort", Niort, Francia, en 1982; "Nuevos Paisajes de Asturias", Fundación Calouste Gulbenkian, Lisboa en 1984; "Proyecto Negro", Bergbau-Museum, Bochu,  Alemania y Instituto Cervantes de Lisboa, ambas en 1994; "Obra gráfica en Asturias", Frans Masereel Centrum, Kasterlee, Bélgica en 1998; "Estampas 1990-2000. Artistas premiados en España", Centro de Arte Lía Bermúdez, Maracaibo (Venezuela),   Museo de la Estampa y del diseño Carlos Cruz Díez, Caracas (Venezuela),  Centro Cultural de España, en Lima (Perú), Museo de Arte de la Universidad Nacional,  de Bogotá (Colombia),  Centro Cultural de España, en Santiago de Chile, todas ellas en el año 2000; esta exposición colectiva “"Estampas 1990-2000. Artistas premiados en España” también se expuso durante el año 2001 en La Paz y Santa Cruz de la Sierra en Bolivia; en Buenos Aires, Argentina; Asunción en Paraguay y Montevideo (Uruguay). En 2007 expuso "Itinéraires de l'art grahique contemporain en Asturies", Centre de la Gravure et de l'image impremée de la Comunauté française de Bélgica. 
Ha obtenido entre otros el Primer Premio en el "XIII Certamen de Pintura al Aire Libre" en 1973, el Premio Julio Gargallo en el "II Certamen de Pintura Asturiana" en 1974; Mención de Honor en el "VIII Certamen Nacional de Pintura de Luarca" en 1977 Premio en el "IV Bienal Nacional de Pintura La Carbonera" en 1987;  Premio y adjudicación de proyecto de realización de una escultura en el Edificio Administrativo de Servicios Múltiples del Principado de Asturias en 1992;Premio de escultura del Colegio Oficial de Aparejadores y Arquitectos de Asturias en 1994. El segundo Premio de Dibujo, EPremio Penagos de Dibujo", Fundación Cultura Mapfre Vida, Madrid en 2004; Premio y adquisición, "XIII Bienal Nacional de Pintura La Carbonera", Sama de Langreo, Asturias en 2005;  y fue finalista en el VI Premio de pintura de la Junta General del Principado de Asturias (con "Entre nómadas") en la edición del 2006.
También ha realizado obras públicas como:
- “Mural”, 1992, el edificio polivalente del gobierno regional del Principado de Asturias (c/ Coronel Aranda), Oviedo.[1]
- “Torre de la Memoria”, 2000, Parque de Moreda, Gijón.[1]
- “Del tiempo”, 2007, Puente del Fondrigo, Vegadeo, Asturias.[1]
- “Hacia la luz”, 2009, Rotonda de Albert Einstein, Gijón, Asturias.[1]

Además, pueden contemplarse obras suyas en museos y otras instituciones de carácter público y privado, como en los ayuntamientos de Gijón, Oviedo, Valdés, Langreo o Castrillón todos ellos en Asturias; museos como el Museo Casa Natal de Jovellanos, Gijón; Museo de Bellas Artes de Asturias, Oviedo; Museo Municipal de Bellas Artes de Santander; Museo Escuela Municipal de Cerámica, Avilés, Asturias.; y otros como la Diputación Provincial de Palencia; IES Mata-Jove, Gijón; IES de Lugones, Asturias; Centro de Formación Profesional de Barredos, Laviana, Asturias; Caja de Ahorros de Asturias; Consejería de Cultura del Principado de Asturias; Centro Internacional de Investigación Gráfica, Calella, Barcelona; Diario La Nueva España; Centro de Escultura de Candás, Museo Antón; Colegio Oficial de Aparejadores y Arquitectos Técnicos de Asturias, Oviedo; Biblioteca Nacional, Madrid; Fundación Museo Evaristo Valle, Gijón; Auditorio Príncipe Felipe, Oviedo; Aceralia, Asturias; Fundación Cultural Mapfre Vida, Madrid; Caja Rural de Asturias; Rotary Club de Avilés; Grupo Armón, Navia, Asturias; Top Spin 2011, 2011, Club de Tenis de Gijón, Asturias.